# District de Tirunelveli
Le district de Tirunelveli est un district de l'État du Tamil Nadu, dans le sud de l'Inde.

## Géographie
Sa capitale est Tirunelveli.
La superficie du district est de 6693 km². En 2011, il comptait 3 077 233 habitants.